# Juncus secundus
Juncus secundus är en tågväxtart som beskrevs av Ambroise Marie François Joseph Palisot de Beauvois och Jean Louis Marie Poiret. Juncus secundus ingår i släktet tåg, och familjen tågväxter. Inga underarter finns listade i Catalogue of Life.